# Западни Мали Додеканез
Западни Мали Доденкаез су група малих ненасељених острва у средишњем Егеју. Острва чине најзападнији и најиздвојенији део Додеканеза ка Кикладима. Најближе веће острво је Калимнос, постављен источно, а истомена општина обухвата и ова острва. Најближе острво западно од ових острва је кикладско Аморгос.
Редом од истока ка западу пружају се следећа значајнија острва:
- Левита
- Мавра
- Гларос
- Кинарос
- Мегало Ливади
- Микро Ливади